# 加文·麦金尼斯

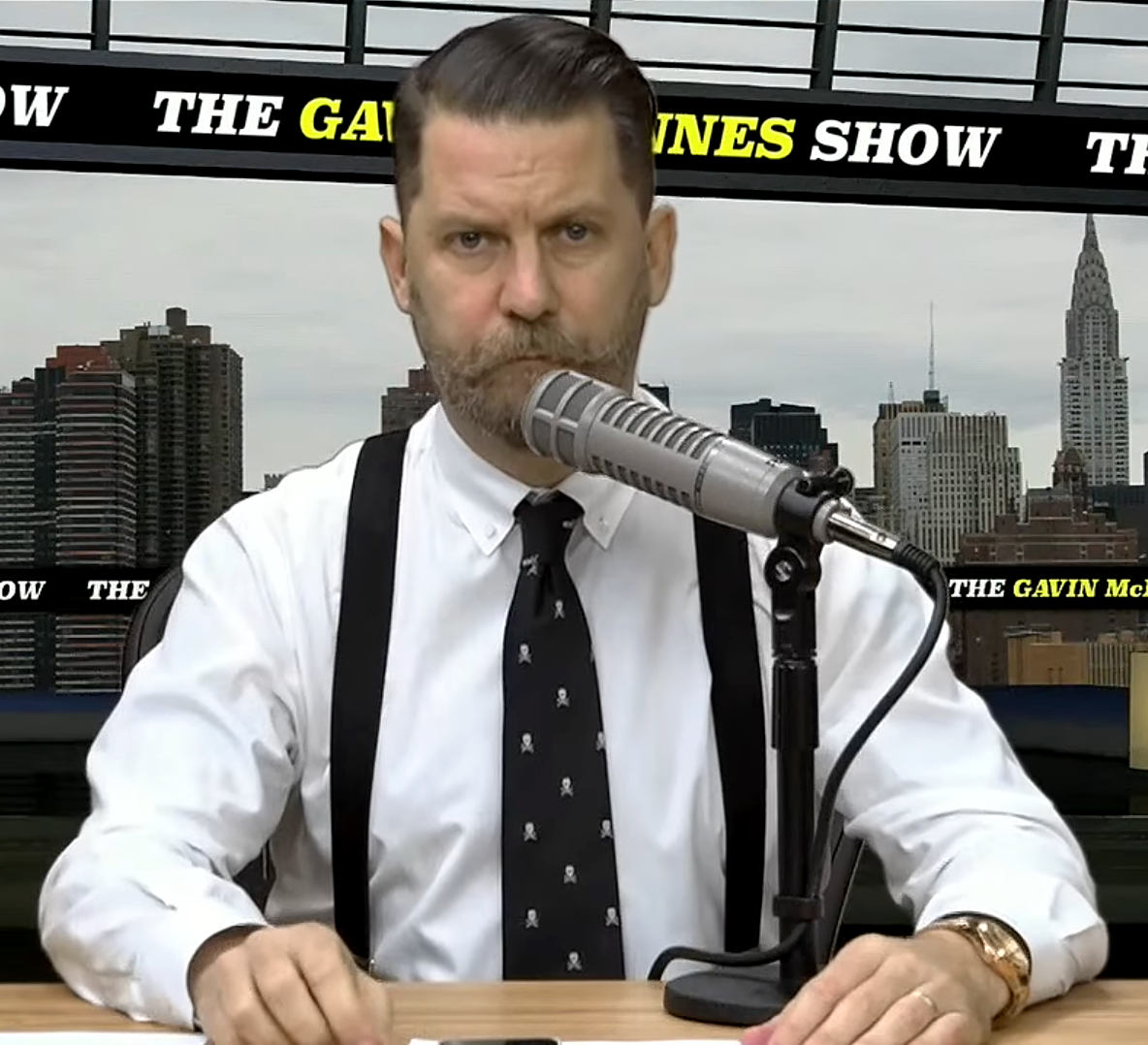
加文·麦金尼斯

加文·麦金尼斯（英語：Gavin McInnes，1970年7月10日—），加拿大作家、极右翼政治评论家，以鼓吹对反对者施加暴力而知名。

## 生平
他是《Vice》的创始人，2001年迁移至美国。近年建立了新法西斯政治团体骄傲男孩。麦金尼斯宣称自己只支持以自卫为目的的暴力并否认自己极右翼支持者或法西斯主义者的身份。